# Чемпіонат світу з трекових велоперегонів 1930
Чемпіонат світу з трекових велоперегонів 1930 проходив з 23 по 31 серпня 1930 року в Брюсселі, Бельгія. Змагання проводилися у спринті та гонці за лідером серед професіоналів та у спринті серед аматорів.

## Медалісти

### Чоловіки
Професіонали
| Дисципліна       | Золото       | Срібло      | Бронза        |
| Спринт           | Люсьен Мішар | Піт Москопс | Орландо Піані |
| Гонка за лідером | Еріх Меллер  | Жорж Паяр   | Робер Ґрассін |

Аматори
| Дисципліна | Золото       | Срібло     | Бронза          |
| Спринт     | Луї Жерардін | Сід Козенс | Бруно Пелліцарі |

## Загальний медальний залік
| Місце  | Країна                | Золото | Срібло | Бронза | Загалом |
| ------ | --------------------- | ------ | ------ | ------ | ------- |
| 1      | Франція               | 2      | 1      | 1      | 4       |
| 2      | Веймарська республіка | 1      |        |        | 1       |
| 3      | Велика Британія       |        | 1      |        | 1       |
| 3      | Нідерланди            |        | 1      |        | 1       |
| 5      | Італія                |        |        | 2      | 2       |
| Всього | Всього                | 3      | 3      | 3      | 9       |